# Ataque a Gravesend
El Ataque español a Gravesend fue la última y más importante de las cuatro invasiones de las Invasiones Castellanas de Inglaterra que tuvo lugar en verano de 1380 cuando 20 galeras partidas de Sevilla, que habían atacado ya ciudades inglesas, parten de nuevo de Harfleur, Francia, hacia Gran Bretaña con Fernando Sánchez de Tovar al mando de las galeras. El condestable Íñigo González de Velasco se encontraba en el ataque. Esta flota remontó el Támesis e incendió Gravesend y Londres.
El ataque se enmarca en el contexto de la Guerra de los Cien Años, que provocó esta reacción, junto con otros ataques a territorio inglés, debido a la política hostil de Juan de Gante, primer duque de Lancaster.